# 맷 프로콥
맷 프로콥(Matt Prokop, 1990년 7월 29일 ~ )은 미국의 배우이다.

## 출연 작품
- 스트럭 바이 라이트닝 - 드웨인 마이클스 역
- 워킹데드: 핫 바디 - 토미 역